# Ваци улица
Ваци улица (мађ.Váci utca) је главна улица историјског округа Белварош у центру Будимпеште. Сматра се главном пешачком улицом града и веома је популарна међу туристима. Поред продавница, на улици има много кафића и ресторана.
Улица почиње на Тргу Верешмарти и завршава се на Тргу Фовам. Простире се од северозапада ка југоистоку паралелно са Дунавом на удаљености од око 200 метара од њега. Скоро целом дужином је пешачко. Дужина улице је 1,2 км. 

## Историја
Током средњег века, Будимпешта је била окружена средњовековним градским зидом, изграђеним на данашњој Улици Деака Ференца. Када је први пут изграђена, улица Ваци је била централни булевар који је водио до једне од градских капија, која је временом претворена у Трг Верешмарти.
Ваци улица је настала током осамнаестог века, а неке од величанствених зграда које су изграђене у истом периоду још увек постоје. Међутим, већина вила дуж авеније датира из деветнаестог и двадесетог века.
Када је први пут формирана, улица Ваци је била веома популарна међу најбогатијим породицама Будимпеште и многе су имале своје куће подигнуте на овој саобраћајници. Данас је улица препуна тржних центара, сувенирница, хотела, ресторана и кафића. 
Прва радња која је отворена у овој улици звала се Alter és Kiss, а отворена је 1829. године. У то време, ово је била водећа модна кућа у средњој Европи. Нажалост, ова продавница данас не постоји, али наравно постоје многе друге продавнице и модни брендови као што су C&A, Zara, New Yorker, H&M, Adidas, Reserved и многи други.
На броју 47 налази се црква Светог Михаља. Ова барокна црква саграђена је између 1747. и 1749. године, на месту некадашње доминиканске цркве. Саградио је Андраш Мајерхофер, а скулптуре на фасади су рад Јожефа Хебенстраита. Унутрашњост цркве краси олтар из 1760. године.
Вацу улицу сече Српска улица, у којој се налази српска православна црква Светог Ђорђа.